# Karinthy Frigyes út

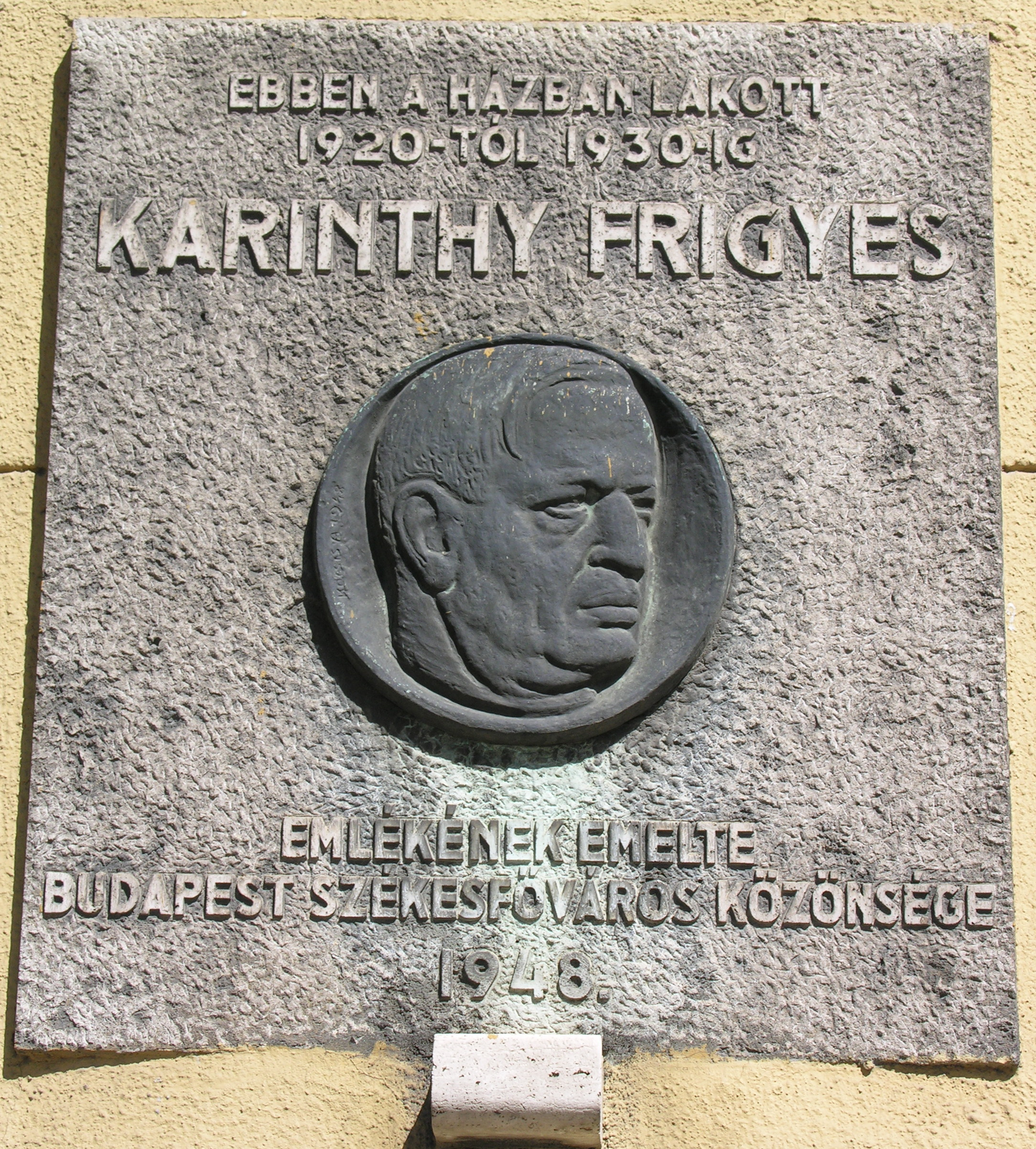
Karinthy Frigyes emléktáblája egykori lakhelyén, a Karinthy Frigyes út 2. szám alatt

A Karinthy Frigyes út Budapest XI. kerületében található, a Móricz Zsigmond körtértől vezet az Irinyi József utcáig. Része annak a villamospályával ellátott útnak, mely a Körtértől a Petőfi hídig vezet. A Nagykörút budai szakasza. Jelenleg a 6-os villamos közlekedik rajta.
Lágymányos feltöltéséig a Duna árterülete volt. A 20. század elején Budai körút volt a neve. 1909-ben a Fővárosi Közmunkák Tanácsa Verpeléti útnak nevezte át. Az út 1958-tól viseli jelenlegi nevét.
1948-ban helyezték el a 2. számú épületen Karinthy Frigyes emléktábláját, mely Kocsis András műve. Karinthy nem csak az emléktáblán olvasható időszakban (1920–1930) volt az utca lakója. Ő és családja 1930 és 1933 között a XI. Verpeléti út 22. alatt is élt. (Ahogy ezt Karinthy Márton felidézi.) Törzshelye ekkoriban a közeli Hadik Kávéház (és Szatyor Bár) volt.
2016-ban az író első házasságából származó fia, Karinthy Gábor költő emléktábláját is elhelyezték a 2-es számú házon.
A 22-es ház sarkán, az alagsori helyiségében működik a Karinthy Szalon kiállítóhely.